# Libracija
Librácija (iz latinske besede librare – izenačevati, zibati, gugati, nihati) je še posebej v astronomiji vrsta gibanja pri katerem ima telo sicer stalno usmerjenost, vendar se rahlo nihajoče vrti naprej in nazaj. Zgleda iz vsakdanjega življenja sta prazni gugalni stol ali zibanje tehtnice.
Libracija opisuje gibanje nebesnih teles, še posebej Lune okrog Zemlje. Libracija je na primer izrazita tudi pri Jupitrovi Trojanski skupini asteroidov ali Saturnovem notranjem pravilnem naravnem satelitu Polidevku. Izraz se pojavlja tudi v fiziki in kemiji za opis gibanj molekul v trdninah in kapljevinah.

## Libracije Lune

### Optične libracije
Luna je v splošnem zaradi plimne priklenitve proti Zemlji obrnjena vedno v isto smer. Njene oddaljene strani niso videli vse do začetkov raziskovanja Vesolja v 1950-ih. Dejansko je z Zemlje moč videti več kot polovico površja Lune (približno 59 %).
Ker so procesi na tiru ponavljajoči, se libracija kaže kot počasno zibanje telesa naprej in nazaj, ki ga opazovalec opazuje na gostiteljskem planetu. Pri Luni se pojavljajo tri vrste (optičnih) libracij:
- libracija v dolžini
- libracija v širini
- dnevna ali paralaktična libracija

Libracija v dolžini je posledica oblike Luninega tira, ki je nekoliko izsreden (e = 0,0549), tako da njeno kroženje po 2. Keplerjevem zakonu enkrat prehiteva, drugič pa zaostaja. Ko je Luna blizu prizemlja, se po tiru giblje hitreje, pri odzemlju počasneje, hitrost njenega vrtenja pa je ves čas enaka. Zaradi tega opazovalec na Zemlji vidi čez zahodni, oziroma vzhodni Lunin rob, približno 7,7°. Libracijo v dolžini je odkril Johannes Hevel.
Libracija v širini je posledica nagiba Lunine vrtilne osi na pravokotnico ravnine njenega tira okrog Zemlje, ki znaša 6,687°. Njena vrtilna os je skoraj navpična na ekliptiko (ta nagib znaša le 1,5424°). Podobno zaradi smeri vrtenja Zemlje na tiru okrog Sonca nastopajo letni časi. Lunin tir je nagnjen na ekliptiko za kot 5,145°. Sonce in Zemlja ležita vedno na ekliptiki, in, ker Sonce osvetljuje Luno, je Luna enkrat osvetljena od zgoraj, enkrat pa od spodaj, zaradi česar se lahko vidi čez njen rob na njenih tečajih.
Dnevna libracija je majhno dnevno nihanje zaradi vrtenja Zemlje. Opazovalec je enkrat na eni strani zveznice med Zemljinim in Luninim središčem, drugič na drugi, tako da se lega opazovališča čez dan spreminja za velikost Zemljinega polmera (12756 km), in opazovalec vidi čez zahodni, oziroma vzhodni rob, približno 1°.